# SN 2000ae
SN 2000ae – supernowa odkryta 9 marca 2000 roku w galaktyce A114511-0138. W momencie odkrycia miała maksymalną jasność 19,50m.